# Икс-мен (филмски серијал)
Икс-људи (енгл. X-Men) је америчка суперхеројска филмска серија заснована на измишљеном тиму суперхероја истог имена, који су се први пут појавили у Марвеловој серији стрипова чији су аутори Стен Ли и Џек Кирби. 1994. године, Фокс је добио филмска права над карактерима и након дугог планирања, Брајан Сингер је ангажован да режира први филм: Икс-људи (2000) и наставак: Икс-људи 2 (2003), док је Брет Ратнер режирао трећи филм: Икс-људи: Последње упориште (2006).
Након што је сваки нови филм донео већу зараду од свог претходника, неколико спин-оф филмова је објављено. У периоду од 2009. до 2020, објављено је 10 спиноф филмова: Вулверин трилогија (Икс-људи почеци: Вулверин, Вулверин и Логан), Дедпул дулогија (Дедпул и Дедпул 2), четири преднаставка: Икс-људи: Прва класа, Икс-људи: Дани будуће прошлости, Икс-људи: Апокалипса и Икс-људи: Мрачни Феникс, док је серијал завршен филмом Нови мутанти. Филмови: Икс-људи,  Икс-људи 2, Икс-људи: Прва класа, Вулверин, Икс-људи: Дани будуће прошлости, Дедпул, Логан и Дедпул 2 су добили позитивне критике, а Икс-људи: Последње упориште и Икс-људи: Апокалипса су добили помешане критике, док су филмови Икс-људи Почеци: Вулверин, Икс-људи: Мрачни Феникс и Нови мутанти добили негативне критике.
Са тринаест објављених филмова и зарадом од преко 6 милијарди долара, Икс-људи филмска серија заузима седмо место на листи филмских серија са највећом зарадом.

## Филмови
| Филм                            | Датум објављивања у САД | Режисер        | Сценариста/и                                           | Продуцент(и)                                                      |
| ------------------------------- | ----------------------- | -------------- | ------------------------------------------------------ | ----------------------------------------------------------------- |
| Икс-људи                        | 14. јул 2000.           | Брајан Сингер  | Дејвид Хејтер                                          | Лорен Шулер Донер и Ралф Винтер                                   |
| Икс-људи 2                      | 02. мај 2003.           | Брајан Сингер  | Мајкл Догерти, Ден Харис и Дејвид Хејтер               | Лорен Шулер Донер и Ралф Винтер                                   |
| Икс-људи 3: Последње упориште   | 26. мај 2006.           | Брет Ратнер    | Сајмон Кинберг и Зек Пен                               | Лорен Шулер Донер, Ралф Винтер и Ави Арад                         |
| Икс-људи Почеци: Вулверин       | 01. мај 2009.           | Гавин Худ      | Дејвид Бениоф и Скип Вудс                              | Лорен Шулер Донер, Ралф Винтер, Хју Џекман и Џон Палермо          |
| Икс-људи: Прва класа            | 03. јун 2011.           | Метју Вон      | Ешли Едвард Милер, Зек Стенц, Џејн Голдман и Метју Вон | Лорен Шулер Донер, Брајан Сингер, Сајмон Кинберг и Грегори Гудман |
| Вулверин                        | 26. јул 2013.           | Џејмс Манголд  | Марк Бомбек и Скот Френк                               | Лорен Шулер Донер и Хач Паркер                                    |
| Икс-људи: Дани будуће прошлости | 23. мај 2014.           | Брајан Сингер  | Сајмон Кинберг                                         | Лорен Шулер Донер, Брајан Сингер, Сајмон Кинберг и Хач Паркер     |
| Дедпул                          | 12. фебруар 2016.       | Тим Милер      | Рет Рис и Пол Верник                                   | Лорен Шулер Донер, Сајмон Кинберг и Хач Паркер                    |
| Икс-људи: Апокалипса            | 27. мај 2016.           | Брајан Сингер  | Сајмон Кинберг                                         | Лорен Шулер Донер, Сајмон Кинберг, Брајан Сингер, Хач Паркер      |
| Логан                           | 3. март 2017.           | Џејмс Манголд  | Скот Френк, Џејмс Манголд и Мајкл Грин                 | Лорен Шулер Донер, Сајмон Кинберг и Хач Паркер                    |
| Дедпул 2                        | 18. мај 2018.           | Дејвид Лич     | Рет Рис, Пол Верник и Рајан Рејнолдс                   | Лорен Шулер Донер, Сајмон Кинберг и Рајан Рејнолдс                |
| Мрачни Феникс                   | 7. јун 2019.            | Сајмон Кинберг | Сајмон Кинберг                                         | Сајмон Кинберг, Хач Паркер, Лорен Шулер Донер, Тод Халовел        |
| Нови мутанти                    | 28. август 2020.        | Џош Бун        | Џош Бун и Кнејт Ли                                     | Сајмон Кинберг, Карен Росенфелт, Лорен Шулер Донер                |

### Икс-људи (2000)
- Главни чланак: Икс-људи

У свету у коме се мутанти због својих натприродних моћи третирају другачије од обичних људи, две групе мутаната (Икс –људи и Братство мутаната) се боре за равноправност мутаната у друштву. Једнога дана, двоје мутаната, Вулверин и Роуг, се затичу у конфликту између Икс-људи професора Иксавијера и Братства мутаната чији је вођа Магнето.
1994. године, Фокс и продуценткиња Лорен Шулер Донер су купили филмска права над Икс-људима. Ендру Кевин Вокер је ангажован да режира, док је јула 1996, Брајан Сингер ангажован за продуцента. Иако није био љубитељ стрипова, Сингер је био фасциниран аналогијом предрасуде и дискриминације које су Икс-људи пружали. Џон Логан, Џос Видон, Ед Соломон, Кристофер Меквери и Дејвид Хејтер су написали сценарио, али су све заслуге припале Хејтеру. Снимање је почело септембра 1999. у Торонту (Канада), а завршено је марта 2000. Филм је објављен 14. јула 2000.

### Икс-људи 2 (2003)
- Главни чланак:Икс-људи 2

Пуковник Вилијам Страјкер испитује ухапшеног Магнета о проф. Иксавијеровој машини за проналажење мутаната, Церебру. Након што је сазнао где се налази Церебро, Страјкер напада Икс-резиденцију и приморава Иксавијера да лоцира и убије све мутанте. Икс-људи морају да се удруже са Братством мутаната како би спречили Страјкера и тако спасили своју врсту од уништења.
Новембра 2000, Фокс је почео да ради на другом делу. Дејвид Хејтер и Зек Пен су ангажовани да напишу засебне сценарије из којих би одабрали најбоље делове и тако направили сценарио за филм. Фебруара 2002, Мајкл Догерти и Ден Харис су ангажовани да прераде сценарио. Снимање је почело јуна 2002. у Ванкуверу (Канада), а завршило се новембра 2002. Филм је објављен 2. маја 2003.

### Икс-људи: Последње упориште (2006)
- Главни чланак: Икс-људи: Последње упориште

Фармацеутска компанија је направила “лек” који сузбија мутантске гене, што је изазвало контроверзе у мутантској заједници. Магнето објављује рат људима и доводи Феникс (уксрснутог бившег члана Икс-људи, Џин Греј) у Братство мутаната. Након тога следи финална битка између Икс-људи и Братства, у којој Вулверин мора да се помири са чињеницом да мора да убије Џин Греј како би је зауставио.
“Надарени”, прича из серије стрипова Запањујући Икс-људи чији је аутор Џос Видон, је предложена за главну радњу филма. Фебруара 2005, Метју Вон је постављен за режисера, али је напустио пројекат због ужурбаног продукцијског распореда. Јуна 2005, Брет Ратнер је постављен за новог режисера. Снимање је почело августа 2005. у Ванкуверу (Канада) i завршило се јануара 2006. Филм је објављен 26. маја 2006.

### Икс-људи Почеци: Вулверин (2009)
- Главни чланак: Икс-људи Почеци: Вулверин

Ово је први преднаставак и спиноф филм у серијалу о Икс-људима и говори о животу Вулверина пре и нешто након што је Страјкеров Икс тим спојио његов скелетон са неуништивим металом, адамантијумом.
Октобра  2004, Дејвид Бениоф је ангажован да напише сценарио за филм. Осим што је био главна звезда филма, Хју Џекман је постао продуцент и радио је на сценарију заједно са Бениофом. Након што је режирао филм Икс-људи: Последње упориште, Брет Ратнер је преговарао са студијем о режирању Вулверина, али договор није склопљен. Јула 2007, Гaвин Худ је ангажован за режисера. Снимање је почело јуна 2008 у Квинстауну (Нови Зеланд) а завршило се у мају. Филм је објављен 1. маја 2009.

### Икс-људи: Прва класа (2011)
- Главни чланак: Икс-људи: Прва класа

Радња филма је смештена у 1962. годину, током Кубанске ракетне кризе, и говори о пореклу и односу између Икс-људи И Братства мутаната, и њихових вођа: Чарлса Иксавијера (Професор Икс) и Ерика Леншера (Магнето).
Продуценткиња Лорен Шулер Донер је, док је радила на другом филму из серијала о Икс-људима,  прва  дошла  на идеју о преднаставку о младим Икс-људима, док је нешто касније, продуцент Кинберг предложио Фоксу да се направи филмска адаптација серије стрипова Икс-људи: Прва класа. Децембра 2009, Сингер је ангажован за режисера, али је марта 2010. објављено да ће Сингер бити продуцент а не режисер како је првобитно речено. Метју Вон,  првобитни режисер филма Икс-људи: Последње упориште, је ангажован за режисера и уз помоћ Џејн Голдман, написао је и сценарио филма. Снимање је почело августа 2010. у Лондону (Енглеска), а завршило се у децембру исте године. Филм је објављен 3. јуна 2011.

### Икс-људи: Вулверин (2013)
- Главни чланак: Вулверин

Нешто након догађаја из филма Икс-људи: Последње упориште, Вулверин одлази у Јапан како би се видео са Ичиром Јашидом, војником коме је некада давно спасао живот. Након Ичирове смрти, Вулверин мора да заштити Ичирову унуку, Марико Јашиду, од нинџи и Јакузиних убица.
Августа 2009, Кристофер Меквери је ангажован да напише сценарио за други филм о Вулверину. Октобра 2010. Дарен Аронофски је првобитно био изабран за режисера, али се повукао из пројекта јер би због пројекта морао да проведе дуже време ван земље. Јуна 2011, Џејмс Манголд је ангажован за режисера. Септембра 2011, Марк Бомбек је ангажован да преради Мекверијев сценарио. Снимање је почело августа 2012. у Сиднеју (Аустралија), а завршило се номебра исте године. Филм је објављен 26. јула 2013.

### Икс-људи: Дани будуће прошлости (2014)
- Главни чланак: Икс-људи: Дани будуће прошлости

Неколико година након догађаја из филма Вулверин, Вулверин путује у прошлост како би спречио убиство које доводи до креирања Сентинела (новог система оружја који ће да доведе до уништења људи и мутаната). Радња филма је инспирисана истоименом причом из серије стрипова о Икс-људима чији су аутори Крис Клермонт и Џон Берн.
Метју Вон је првобитно био ангажован да режира филм али је, октобра 2012, напустио продукцију јер је одлучио да се фокусира на филм Кингсман: Тајна служба. Снимање је почело априла 2013. у Монтреалу (Канада), а завршено је у августу исте године. Додатне сцене су снимљене новембра 2013. и фебруара 2014. Филм је објављен 23. маја 2014.

### Дедпул (2016)
- Главни чланак: Дедпул

Након што је дијагнозиран са неизлечивим раком, Вејд Вилсон, плаћеник и бивши оперативац специјалних јединица, је одлучио да се подвргне експерименту који би могао да га излечи. Експеримент му је дао надљудску моћ исцељивања која га је излечила али му је цело тело било у опекотинама. Након експеримента, Вилсон је одлучио да се прилагоди свом алтер егу, Дедпулу, како би ухватио човека који му је скоро уништио живот.
Маја 2000, Марвел Студио је склопио договр са Асртисан Ентертеиментом о копродуцирању, финансирању и дистрибуцији неколико филмова базираних на карактерима из Марвелових стрипова, укључујући и Дедпула. Међутим, до 2004. године, режисер и сценариста, Дејвид С. Гојер и глумац, Рајан Рејнолдс су, са продукцијском кућом Њу Лајн Синема, радили на филму Дедпул, али је пројекат пропао због проблема око филмских права, које је Фокс имао, над карактерима из стрипова о Икс-људима. 2005. године, Фокс је размишљао о прављењу филма Дедпул у коме би Рејнодлс играо главну улогу и одлучили су да Дедпула убаце у њихов предстојећи филм Икс-људи Почеци: Вулверин. Након успеха који је филм Икс-људи Почеци: Вулверин остварио током прве недеље приказивања, Фокс је почео прављење филма Дедпул са Рејнолдсом у главној улози и Лорен Шулер Донер на месту продуцента филма. Јануара 2010, Рет Рис и Пол Верник су ангажовани да напишу сценарио за филм. Јуна те исте године, режисеру Роберту Родригезу је послат примерак сценарија филма. Иако му се првобитно свидео сценарио, Родригез је изгубио интересовање и одбио је да режира филм. Априла 2011, специјалиста за визуелне ефекте, Тим Милер, је ангажован за редитеља. Снимање је почело марта 2015, у Ванкуверу (Канада), а завршило се маја те године. Филм је објављен 12. фебруара 2016.

### Икс-људи: Апокалипса (2016)
- Главни чланак: Икс-људи: Апокалипса

Неколико година након догађаја из филма Икс-људи: Дани будуће прошлости, Ен Саба Нур (владар древног Египта i први мутант свих времена) се буди након вишемиленијумског сна. Разочаран светом у коме се пробудио, Нур регрутује тим мутаната са намером да влада светом у коме би живели само мутанти. Након што су Нур и његов тим киднаповали професора Икса, Мистик предводи Икс-људе у напад  на Нура са намером да поврате професора Икса i спасу човечанство од уништења.
Децембра 2013, Сингер је најавио нови филм о Икс-људима под називом Икс-људи:Апокалипса, који представља наставак филма Икс-људи: Дани будуће прошлости. Филм је режирао Брајан Сингер, а сценарио су написали Сајмон Кинберг, Ден Харис и Мајкл Догерти. Снимање је почело априла 2015. у Монтреалу (Канада), а завршено је августа исте године. Филм је објављен 27. маја 2016.

### Логан (2017)
- Главни чланак: Логан

Година је 2029, ниједан мутант није рођен у протеклих 25 година и скоро сви мутанти су истребљени. Логанова моћ исцељивања је ослабила и тело је почело да му стари, а 97-годишњи професор Иксавијер болује од сенилне деменције која узрокује нападе који ослобађају деструктивни талас његових телепатских моћи. Једнога дана, бивша медицинска сестра из биотехнолошке корпорације Алкали-трансиџен, Габријела Лопез, унајмљује Логана да одведе њу и 11-огодишњу девојчицу Лору (мутанткиња коју је Алкали корпорација створила од Вулверинове ДНК) до Едена (уточишта у Северној Дакоти). Недуго након тога, Отимачи (тим плаћеника које је Алкали корпорација унајмила да убије Лору) на чијем је челу Доналд Пирс, убија Габријелу. Лора одлази на Вулверинов посед и Вулверин и Чарлс одлучују да је бране од Отимача и одведу до Едена.
Новембра 2013, Фокс је са режисером Џејмсом Манголдом и продуценткињом Донер, водио преговоре о трећем Вулвериновом соло филму. Продуценти филма су: Хач Паркер, Сајмон Кинберг И Лорен Шулер Донер, док су за сценарио били задужени Скот Френк, Џејмс Манголд и Мајкл Грин. Филм је базиран на серији стрипова “Старац Логан” чији су аутори Марк Милар и Стив Мекнивен. Снимање је почело маја 2016. у Њу Орлеансу (Луизијана), а завршило се августа исте године. Филм је објављен 3. марта 2017.

### Дедпул 2 (2018)
- Главни чланак: Дедпул 2

Након личне трагедије која га је задесила, Дедпул формира Икс-силу (тим суперхероја) уз чију помоћ одлази да спаси младог мутанта од војника који путује кроз време, Кејбла.
Након успеха који је остварио први филм, Фокс је ангажовао режисера и тим сценариста који су радили на првом делу. Септембра 2015, Кинберг је најавио наставак филма Дедпул. Октобра 2016, због несугласица око прављења филма које је имао са Рејнолдсом, Милер је напустио пројекат. Новембра 2016, за режисера је ангажован Дејвид Лич. Фебруара 2017, Дру Годард је почео да ради као консултант сценарија филма. Снимање је почело јуна 2017. у Ванкуверу (Канада), а завршило се октобра исте године. Филм је објављен 18. маја 2018.

### Мрачни Феникс (2019)
- Главни чланак: Икс-људи: Мрачни Феникс

Неколико година након догађаја из филма Икс-људи: Апокалипса, Икс-људи су постали државни хероји који одлазе на најопасније мисије. Током једне спасилачке мисије у свемиру, сунчева бакља погађа Икс-људе. Џин Греј преживљава тај удар али губи контролу над својим моћима и ослобађа моћ Феникса која повређује свакога ко се нађе у њеној близини. Икс-људи се уједињују и покушавају да сачувају Џин од ванземаљаца који желе да искористе њену моћ Феникса и тако завладају галаксијом.
Пошто су догађаји из филма Икс-људи: Дани будуће прошлости поништили догађаје из филма Икс-људи: Последње упориште (2006), Кинберг је изразио жељу да направи нову филмску адаптацију серије стрипова "Сага о Мрачној Феникс", која би била веродостојнија од оне из 2006. Фебруара 2017. је објављено да је нови филм о Икс-људима у изради, а јуна исте године је потврђено да је Кинберг сценариста и режисер новог филма. Снимање је почело јуна 2017. у Монтреалу (Канада), а завршено је октобра исте године. Додадне сцене су снимљене у августу и септембру 2018. Филм је објављен 7. јуна 2019.

### Нови мутанти (2020)
- Главни чланак: Нови мутанти

Петоро младих мутаната се налазе у притвору на тајној локацији. Свако од њих носи терет тајанствене прошлости и моћи које не могу да контролишу. Када их једнога дана натприродно зло почне прогонити, одлучују да побегну из склоништа у коме су држани.
Маја 2015, Џош Бун је ангажован да режира и напише сценарио за филмску адаптацију серије стрипова „Нови мутанти”. Продуценти филма су Сајмон Кинберг И Лорен Шулер Донер. Снимање је почело јуна 2017 у Бостону (Масачусетс), а завршило се септембра исте године јер је филм првобитно требало да буде објављен априла 2018. Иако је Бун био задовољан новим филмом, Фокс је желео да се овај филм знатно истиче од осталих филмова о Икс-људима, па је одлучено да се сними још неколико сцена и дода нови лик Ворлок како би филм изгледао што страшније. Филм је објављен 28. августа 2020.

## Пријем и утицај

### Зарада
Прва три филма о Икс-људима и Дедпул су поставили нове рекорде у Северној Америци: Филм Икс-људи је био филм са највећом зарадом у јулу, док су Икс-људи 2 и Икс-људи: Последње упориште били четврти на листи филмова са највећом зарадом током прве недеље приказивања, а Дедпул је био филм са највећом зарадом у фебруару. Рекорди које су поставили прва три Икс-људи филма су оборени. Следећа три филма која су изашла после трећег дела су остварила мању зараду од својих претходника и нису оборили ни један рекорд. У Северној Америци, Дедпул је најпрофитабилнији филм из серијала о Икс-људима и филм са највећом зарадом током прве недеље приказивања, док је изван Северне Америке то место припало филму Икс-људи: Дани будуће прошлости. Глобално гледано, Дедпул је филм са највећом зарадом у серијалу.
Икс-људи филмска серија је друга најпрофитабилнија филмска серија заснована на ликовима из Марвелових стрипова. На подручју Северне Америке, ова филмска серија је зарадила преко 2,4 милијарди долара што је чини петом најпрофитабилнијом филмском серијом на том континенту, док је глобално гледано, ова филмска серија зарадила преко 6 милијарди долара што је чини седмом најпрофитабилнијом филмском серијом свих времена.

## Наслеђе
Тадашњи извршни уредник ИГН-а, Ричард Џорџ, је 2006. године изјавио да је успех првог филма о Икс-људима заслужан за прављење филмова као што су: Спајдермен трилогија (2002 – 2007), Фантастична четворка (2005), В као Вендета (2005) и Повратак Супермена (2006). Филмски критичар из Емпајер магазина, Крис Хјуит, је изјавио да је Сингеров филм из 2000. године заслужан за постојање Марвел Студиа. Стрип аутор, Марк Милар, је рекао да су Сингерови Икс-људи револуционизовали  филмове о суперхеројима.